# Джейкъб Розенблум
Джейкъб Розенблум (на английски: Jacob Rosenbloom) е американски лекар, биохимик.

## Биография
Роден е на 25 февруари 1884 година в Брадък, САЩ. Завършва Колумбийския университет и там получава медицинската си и докторска степен. Работи в Колежа за лекари и хирурзи, а впоследствие става професор по биохимия в Университета на Питбърг.
През 1911 г. той е един от основателите на Нюйоркското психоаналитично общество. Спомени за него пише Макс Кан.
Умира на 25 септември 1923 година в Питсбърг на 39-годишна възраст.